# 圣安托万 (杜省)
圣安托万（法語：Saint-Antoine，法語發音：[sɛ̃.t‿ɑ̃twan]）是法国杜省的一个市镇，属于蓬塔利耶区。

## 地理
圣安托万（46°46'37"N, 6°20'16"E）面积4.51 平方千米，位于法国勃艮第-弗朗什-孔泰大區杜省，该省份为法国东部内陆省份，北起上索恩省，西接汝拉省，东部及东南部与瑞士接壤，东北部与贝尔福地区省接壤。
与圣安托万接壤的市镇（或旧市镇、城区）包括：马尔比松、富尔卡捷和迈松讷沃、拉贝热芒圣玛丽、隆日维尔蒙多尔、梅塔比耶、图永和卢特莱。

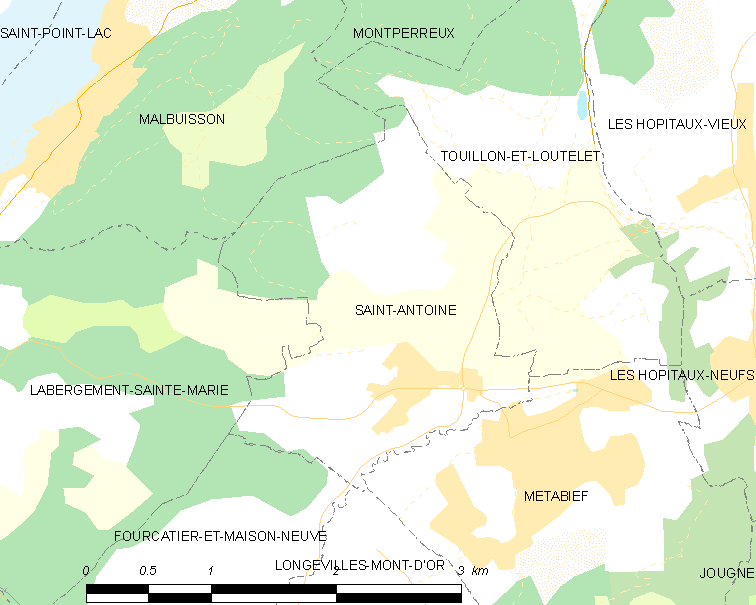
的OSM定位图

圣安托万的时区为UTC+01:00、UTC+02:00（夏令时）。

## 行政
圣安托万的邮政编码为25370，INSEE市镇编码为25514。

## 政治
圣安托万所属的省级选区为弗拉讷县。

## 人口

1962-2008年间人口变化图示

圣安托万于2022年1月1日时的人口数量为309人。